# Ottelia kunenensis
Ottelia kunenensis là một loài thực vật có hoa trong họ Hydrocharitaceae. Loài này được (Gürke) Dandy mô tả khoa học đầu tiên năm 1934.